# Список самых высоких зданий Атланты
Ниже представлен список зданий города Атланта (штат Джорджия, США) высотой более 400 футов (121,9 метров) — на 2025 год таких насчитывается 41 штука. Самое высокое здание города — Bank of America Plaza высотой 312 метров, с 1992 года оно является не только самым высоким зданием города, но и штата. Первым высотным зданием города считается Equitable Building (существовало с 1897 по 1971 год, 8 этажей, высота 36 метров). Большинство небоскрёбов города расположены вдоль его главной улицы — Пичтри-стрит.

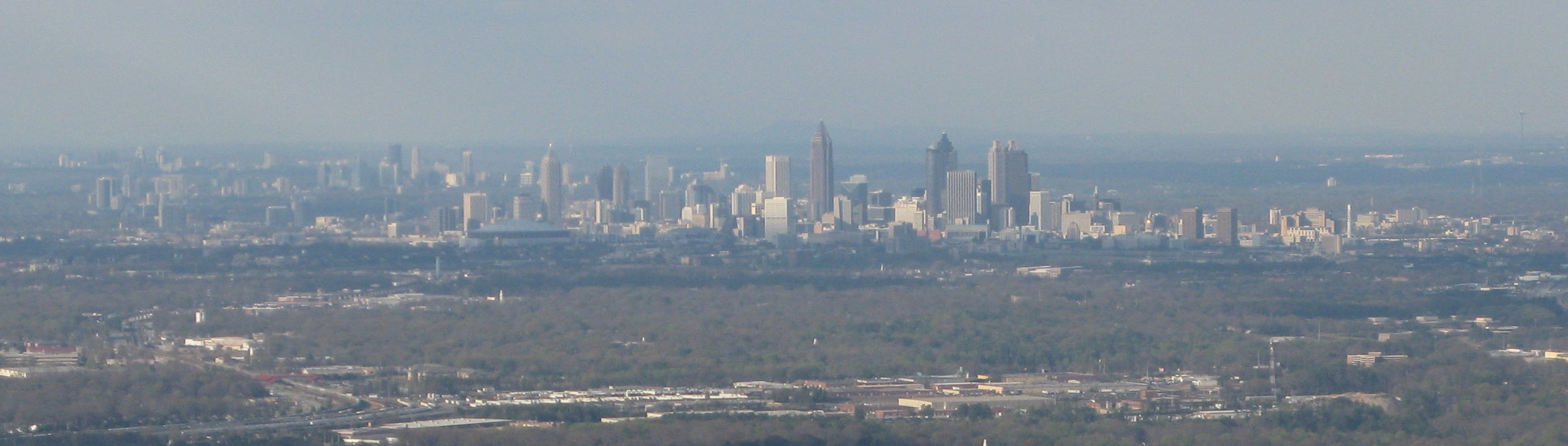
Панорама Атланты

## Самые высокие здания Атланты
По убыванию высоты. В нижеприведённой таблице в столбце «Высота» указана архитектурная высота, то есть без антенн, флагштоков и прочих легко демонтируемых конструкций. Знак равенства = после порядкового номера означает, что здания имеют одинаковую высоту.
| № п/п | Название                         | Фото | Высота, м | Надземных этажей | Год окончания строительства | Примечания, ссылки |
| ----- | -------------------------------- | ---- | --------- | ---------------- | --------------------------- | --- |
| 1     | Bank of America Plaza            |      | 311,8     | 55               | 1992                        | Самое высокое здание города, штата и Юга США с 1992 года по настоящее время; 24-е по высоте в США (самое высокое здание в США, исключая Нью-Йорк и Чикаго); 77-е по высоте в мире.                                                      |
| 2     | SunTrust Plaza                   |      | 265,5     | 60               | 1992                        | 58-е по высоте здание в США. На крыше установлена антенна высотой 9,4 м. |
| 3     | One Atlantic Center              |      | 249,9     | 50               | 1987                        | 81-е по высоте здание в США. Также известно под названием IBM Tower. Самое высокое здание города и штата с 1987 по 1992 год. |
| 4     | 191 Peachtree Tower              |      | 234,7     | 50               | 1990                        | 96-е по высоте здание в США. |
| 5     | Westin Peachtree Plaza Hotel     |      | 220,4     | 73               | 1976                        | 111-е по высоте здание в США. Самое высокое здание города и штата с 1976 по 1987 год. Самая высокая гостиница в мире с 1976 по 1977 год. На крыше установлена антенна высотой 48,8 м.                                                   |
| 6     | Georgia-Pacific Tower            |      | 212,5     | 52               | 1981                        | |
| 7     | Promenade II                     |      | 210,6     | 40               | 1989                        | |
| 8     | AT&T Midtown Center              |      | 206,4     | 47               | 1980                        | Ранее известно как BellSouth Center и Southern Bell Center |
| 9     | SOVEREIGN                        |      | 202,7     | 48               | 2008                        | Самое высокое здание района Бакхед. Комплекс состоит из пяти зданий:Buckhead Grand включено в данный список под номером 27, Tower Place 100 — под номером 37, ещё два здания имеют высоту 55 и 39 метров и в данный список не включены. |
| 10    | 1180 Peachtree                   |      | 200,2     | 41               | 2006                        | Ранее известно как Башня Симфония. |
| 11    | GLG Grand                        |      | 185,6     | 53               | 1992                        | |
| 12    | Mandarin Oriental                |      | 176,8     | 42               | 2008                        | Ранее известно как Дворец на Пичтри(-стрит). |
| 13    | The Atlantic                     |      | 175,9     | 46               | 2009                        | |
| 14    | Здание штата Джорджия            |      | 169,5     | 44               | 1966                        | Самое высокое здание города и штата с 1966 по 1976 год. |
| 15    | Atlanta Marriott Marquis         |      | 168,9     | 52               | 1985                        | |
| 16    | Loews Midtown                    |      | 156,8     | 40               | 2010                        | |
| 17    | TWELVE Centennial Park — Башня 1 |      | 149,7     | 39               | 2007                        | Комплекс смешанного использования должен был включать ещё один небоскрёб — 37-этажную Башня 2 высотой около 145 метров, но она так и не была построена.                                                                                 |
| 18    | Midtown One Office Tower         |      | 148,4     | 38               | 2009                        | |
| 19    | Park Avenue Condominiums         |      | 148,1     | 44               | 2000                        | |
| 20    | Terminus 100                     |      | 147,9     | 26               | 2007                        | Офисный комплекс состоит из трёх зданий: 10 Terminus Place включено в данный список под номером 33, Terminus 200 имеет высоту 86,2 метров и в данный список не включено.                                                                |
| 21    | The Paramount at Buckhead        |      | 145,7     | 40               | 2004                        | |
| 22    | The Ritz-Carlton Residences      |      | 143,0     | 40               | 2009                        | |
| 23    | ViewPoint                        |      | 141,1     | 36               | 2008                        | |
| 24    | Centennial Tower                 |      | 140,0     | 36               | 1975                        | |
| 25=   | Шпиль                            |      | 138,1     | 27               | 2005                        | |
| 25=   | Equitable Building               |      | 138,1     | 35               | 1968                        | |
| 27    | Buckhead Grand                   |      | 137,5     | 38               | 2004                        | Комплекс состоит из пяти зданий:SOVEREIGN включено в данный список под номером 9, Tower Place 100 — под номером 37, ещё два здания имеют высоту 55 и 39 метров и в данный список не включены.                                           |
| 28    | One Park Tower                   |      | 133,8     | 32               | 1961                        | Самое высокое здание города с 1961 по 1966 год. |
| 29    | 1100 Peachtree                   |      | 130,5     | 28               | 1990                        | |
| 30    | Atlanta Plaza                    |      | 129,5     | 32               | 1986                        | |
| 31    | Park Place                       |      | 128,0     | 40               | 1986                        | |
| 32    | 2828 Peachtree                   |      | 127,9     | 33               | 2002                        | |
| 33    | 10 Terminus Place                |      | 125,4     | 32               | 2008                        | Офисный комплекс состоит из трёх зданий: Terminus 100 включено в данный список под номером 20, Terminus 200 имеет высоту 86,2 метров и в данный список не включено.                                                                     |
| 34    | 1280 West                        |      | 125,0     | 38               | 1989                        | |
| 35    | Peachtree Summit                 |      | 123,8     | 31               | 1975                        | |
| 36    | Штаб-квартира Coca-Cola          |      | 122,8     | 29               | 1980                        | |
| 37    | Tower Place 100                  |      | 122,2     | 29               | 1974                        | Комплекс состоит из пяти зданий:SOVEREIGN включено в данный список под номером 9, Buckhead Grand — под номером 27, ещё два здания имеют высоту 55 и 39 метров и в данный список не включены.                                            |